# Marge on the Lam
Marge on the Lam, llamado Marge se da a la fuga en España y Marge, la rebelde en Hispanoamérica, es el sexto capítulo perteneciente a la quinta temporada de la serie animada Los Simpson, emitido originalmente el 4 de noviembre de 1993. El episodio fue escrito por Bill Canterbury y dirigido por Mark Kirkland. Pamela Reed fue la estrella invitada.

## Sinopsis
Todo comienza cuando Marge llama a un canal de televisión pública y dona 30 dólares, por lo cual recibe a cambio dos entradas para ver el ballet. Aunque al principio iba a ir con Homer, él sufre un accidente en la planta nuclear (por querer robarse una lata de gaseosa), quedando atrapado entre dos máquinas surtidoras. Marge, cuando estaba a punto de rendirse, decide ir al ballet con su vecina Ruth Powers, que acababa de tocarle la puerta. 
Como Marge y Ruth se llevaban bien, a la noche siguiente Ruth tenía el aspecto de una rebelde y con Marge salen a recorrer la ciudad en su convertible. Primero, visitan un rodeo y una discoteca, Marge la lleva a la señal de Springfield y luego van a un descampado, en donde Ruth le enseña a Marge a tirar al blanco, apuntándole a unas viejas latas que finalmente resultaron ser de la colección de un viejo granjero. Los niños, durante toda esa noche, son cuidados por Lionel Hutz, el abogado, quien se había ofrecido como niñera luego de que Homer decidiera salir para no ser menos que su esposa. 
Cuando Ruth está llevando a Marge a su casa al final de la noche, el jefe Wiggum, quien está llevando a Homer y va justo detrás del auto de Ruth, descubre que una de las luces del convertible era más alta que la otra. Por eso, prende su sirena para detenerse, pero Ruth, lejos de obedecer, acelera, ya que le confiesa a Marge que el auto era robado. Luego, le cuenta que la víctima había sido su exesposo, y que le había sacado su auto en venganza por no pasarle dinero para mantenerse a ella y a Laura. Para deshacerse de la policía, apaga las luces del auto, luego de lo cual Wiggum frena repentinamente al creer que era un auto fantasma que desapareció.
Sin embargo, Marge y Ruth son interceptadas por muchísimas patrullas, lo que las obliga a desviarse del camino. Homer, desde el auto de Wiggum, ve que ambas se estaban por lanzar a un precipicio. Para evitar que Marge se matara, toma un amplificador de voz y le dice que lo perdone por no haber ido al ballet con ella, además de todas las cosas malas que había hecho en el pasado, como lustrar el auto con su vestido de novia y hacer salsa en la bañera. Finalmente, le suplica que no se lancen por el precipicio. Ruth y Marge, enterándose de la existencia del precipicio, frenan su auto justo a tiempo, pero la patrulla de Wiggum y Homer, sin control, cae por el ripio. Sin embargo, no se hacen daño, ya que caen sobre una montaña de basura y desechos que cubría todo el vacío. 
Finalmente, Ruth obtiene el dinero de la manutención de su esposo, Lionel Hutz recibe su paga por haber actuado como niñera, y Marge es obligada a pagar 50 centavos para pagar las latas de colección, además de dos mil dólares por "daños morales". Homer, por su parte, es llevado a una clínica de Maryland para hacerle estudios mentales.

## Producción
La escena en la que Homer está en la taberna de Moe es una parodia de Thelma & Louise. Cuando Marge se golpea en el bar, el hombre que no habla es una caricatura del productor ejecutivo David Mirkin. Dan Castellaneta utilizó verdaderamente un megáfono para grabar la parte en la Homer habla a través de él. La puesta de sol que se muestra cuando Marge y Ruth están en el café fue añadida con aire comprimido, ya que el episodio fue realizado antes de que la animación por computadora fue puesta en práctica.